# ゴキヅル
ゴキヅル Actinostemma tenerum Griff. はウリ科の植物の1つ。湿地に生える軟弱な蔓植物で、果実は上下に2つに割れるようになっている。

## 特徴
1年生の蔓植物。全体に繊細で短く柔らかい毛をまばらに備える。茎は長さ2m余りにまでなり、巻きひげで他のものに絡まりながら伸びる。葉は互生、柄がある。葉身は三角状披針形で長さ5～10cm、幅2.5～7cm。葉先は突き出して尖っているが、鈍く尖っている例もあり、また基部側は鉾型か心形になっており、縁にはまばらに低い鋸歯があり、また3～5つに浅く裂けるか、半ばまで裂ける例もある。巻きひげは葉と対生する。
夏の終わりから秋にかけて淡緑色の花を付ける。花は円錐花序の形を取るが、その枝がごく短くなっているので一見では総状花序に見え、その長さは12cmに達する。この総状の花序に着く花は雄性で、果実となる両生花は雄花序の基部に単独で生じ、長さ1cm程の糸状の柄がある。花は花弁が基部近くまで裂けて5つの裂片を作り、それぞれの裂片は狂卵長楕円形で長さ5～6mm、細長く伸びてその先端は更に伸びて尖っている。萼も花弁とほぼ同じ形で5つに裂け、その長さは花弁よりやや短い程度。つまり上から見ると先端が細く尖った十芒星の形になる。雄花では中央に5個の雄しべがあり、雌花では雌しべの周囲に退化した雄しべがある。果実は楕円形で緑色でぶら下がる。果実は長さ1.5cm前後で、その基部側の約半分には突起がまばらにあり、先端側の半分にはそれがなくて滑らかとなっている。成熟した果実はこの切れ目の部分で切り離されてその先端側が脱落し、内部には黒くて大きい種子が2個あり、これによって放出される。果皮は肉質ながら蒴果であり、これはウリ科の中では例外的なものである。なお金田(2020)などは蓋果と呼んでいる。種子は灰褐色で長さ9～10mm、幅7～8mm、楕円形、広楕円形、倒卵形などの形で背面は丸くて腹面は平ら、周囲を一周する浅い溝があり、背面にははっきりした大きい網目模様があって全体に粗面となっている。なおこの種子は果実の蓋が外れることで落下するが、コルク質で水に浮くことが出来、それによって散布される。
和名は合器蔓の意で、合器は被せ蓋の容器のことで、本種の果実が横の断面で2つに分かれるのをそれになぞらえたものである。大森(1997)は同様に蓋付き椀の意味で「御器蔓」の字を当てる、としており、この他に別名として『嫁合器（よめごき）』、『嫁皿（よめがさら）』が紹介されている。

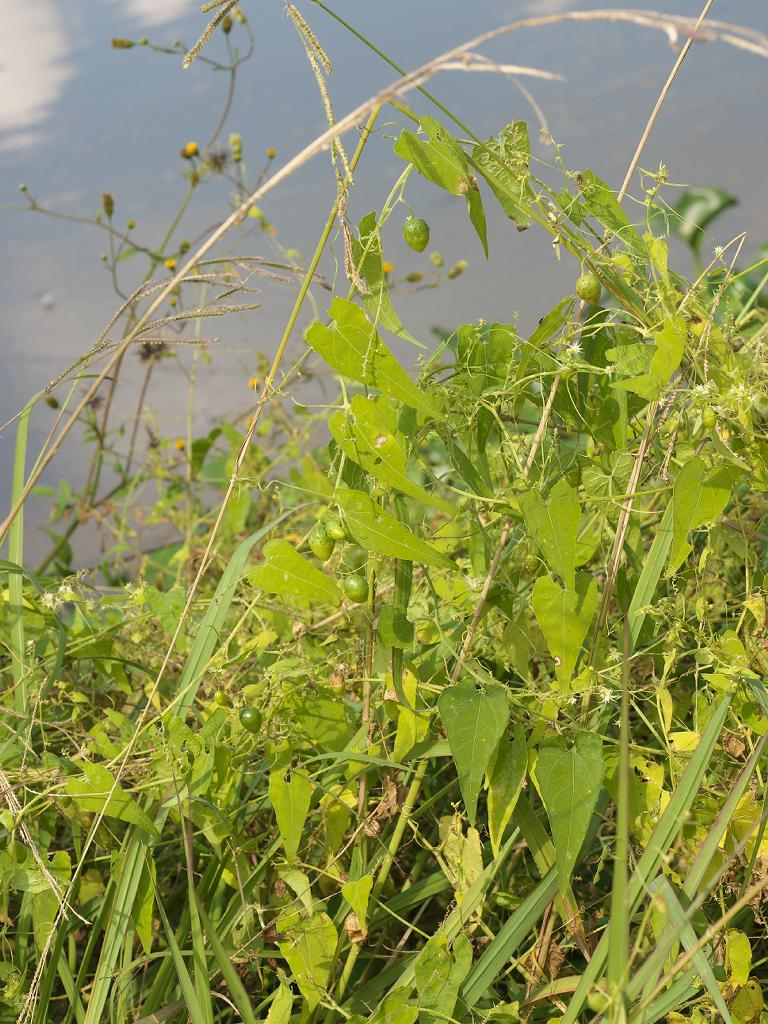
生育の様子
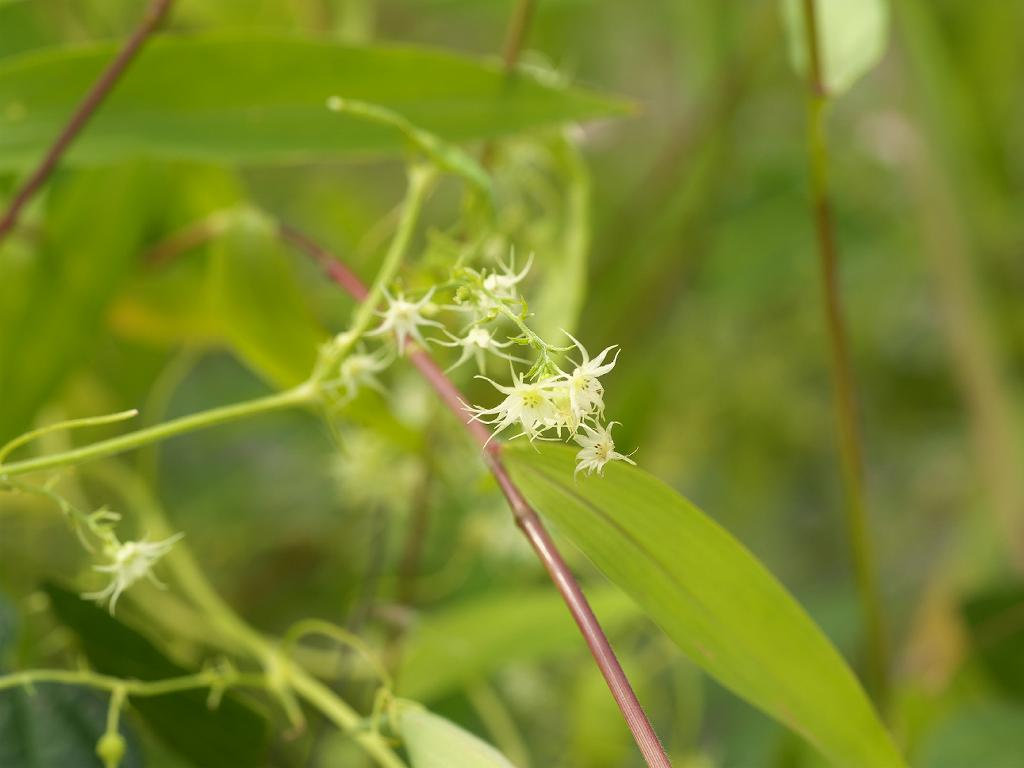
花序・雄花
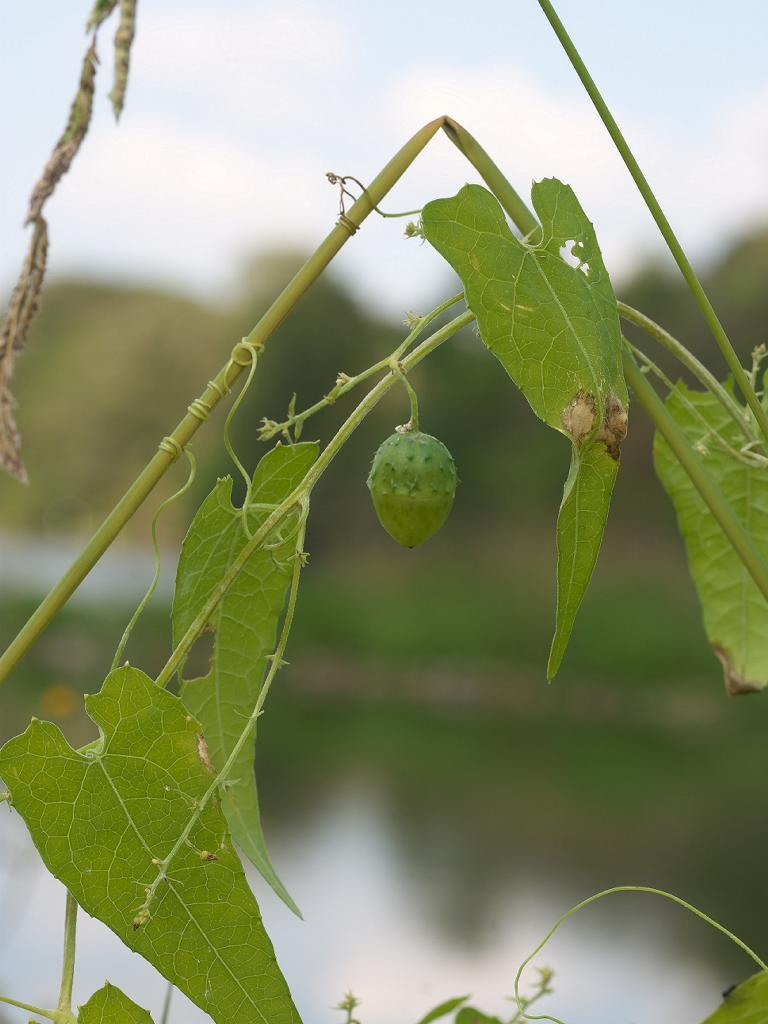
未熟な果実
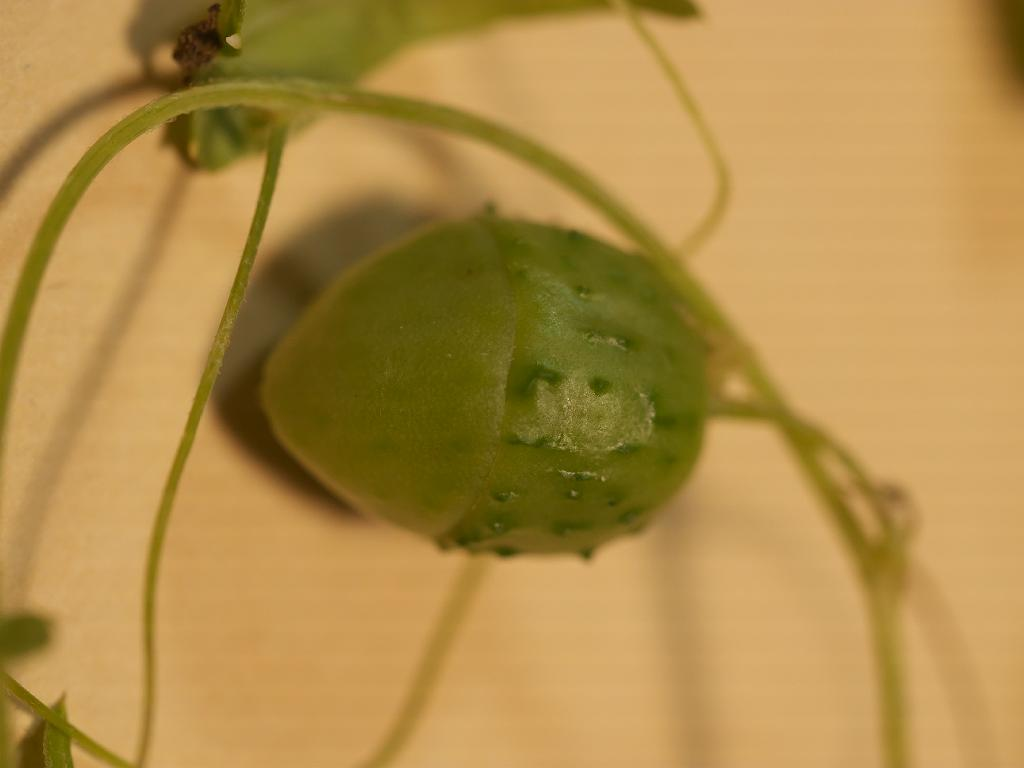
やや成熟した果実
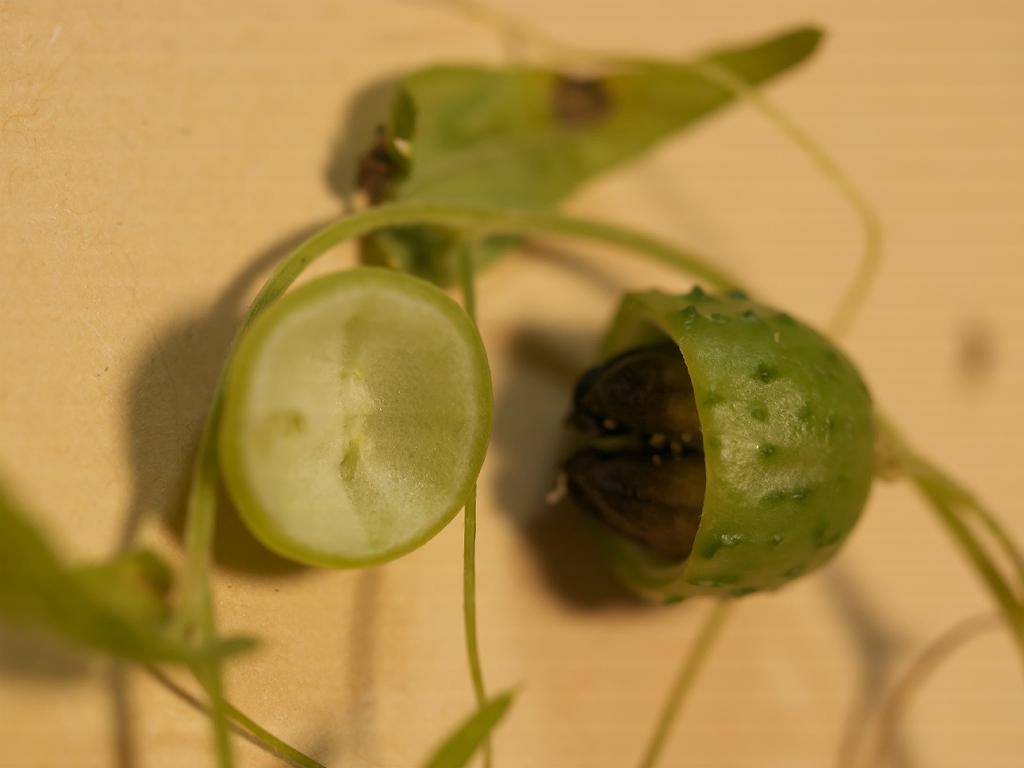
果実先端部を外した様子
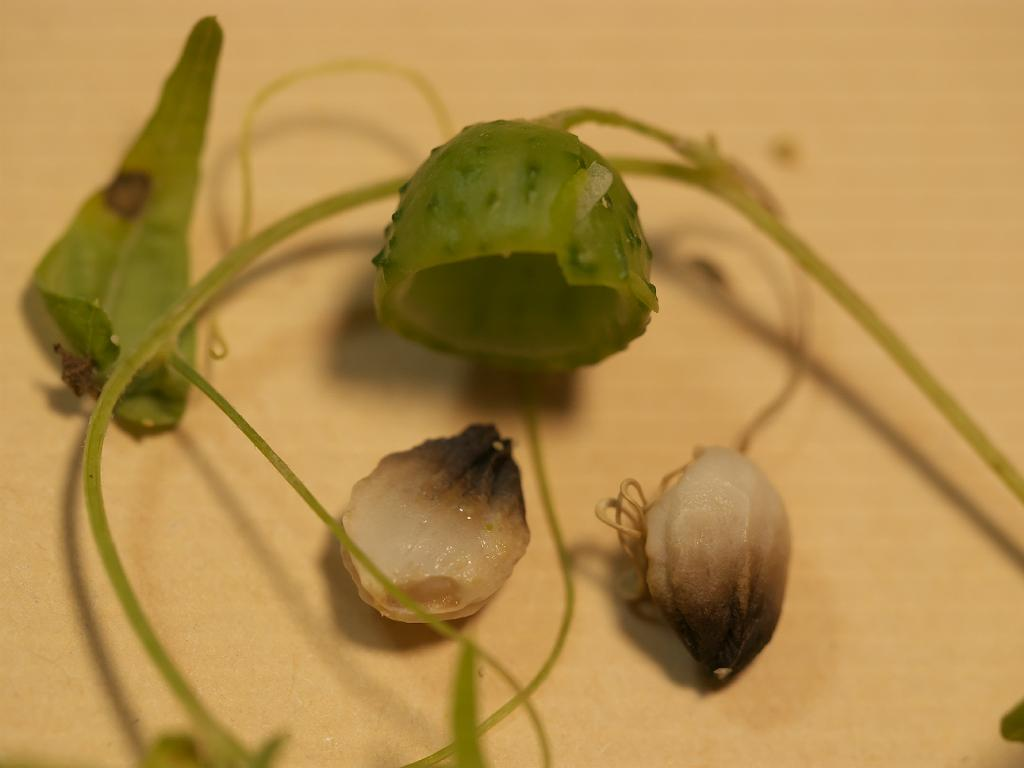
同・種子を取り出したところ やや未熟な状態

## 分布と生育環境
日本では北海道から九州にまで分布し、国外では朝鮮半島、中国、台湾、タイ、ラオス、ベトナムに分布する。どちらかというと西日本に多く、北海道では東部から知られる。
水辺の藪地に普通に生育する。低地の水辺や湿地に生える。水辺のアシなどに絡み付いて伸びる。

## 分類、類似種など
本種の属するゴキヅル属は東アジアからインドに渡って7種があるが、日本に生育するのは本種のみである。
葉の形には変異が多く、それによる分類も考えられてきた。大井(1983)には葉が円形ないし腎円形で深く3裂し、更にその裂片が2～3裂するものをツタバゴキヅル A. palmatum あるいは A. lobatum var. palmatum とすることが記されており、牧野原著(2017)には3～5片に半ばまで裂けるものをモミジバゴキヅルとすることが学名抜きで示されている。大森(1997)はハンモミジゴキヅル、モミジバゴキヅル、ツタバゴキヅルの名を紹介し、何れも種内変異としている。ただしこれらの名に触れない図鑑も多く、変種としても認められていない様子である。

## 保護の状況
もともと水辺に生える植物であるため、河川改修や除草剤の影響などから年々少なくなっているといわれてきた。
環境省のレッドデータブックでは指定がないが、都道府県別では東京都、神奈川県、三重県、長崎県で絶滅危惧I類、山形県、群馬県、埼玉県で絶滅危惧II類、北海道、千葉県、岐阜県、奈良県、兵庫県、宮崎県、鹿児島県で準絶滅危惧の指定がある。東京都では河川沿いの湿地や草地に見られ、そのために河川開発などで生育地が失われることが懸念されている。

## 利害
日本では現実的な利害は特にない。しかし中国ではこれを「盒子草」と呼び、種子と全草を利尿、解毒などの薬用として用いた。実際に薬効成分が検出されており、その成分の研究も行われている。